# Massey Ferguson

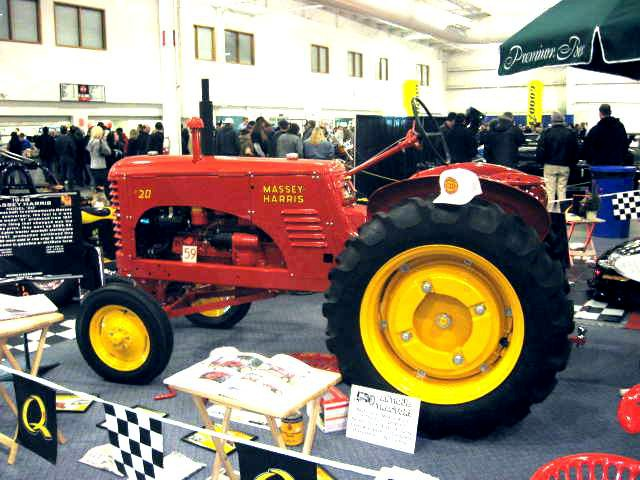
Классическая модель 1948 года — Massey-Harris 20

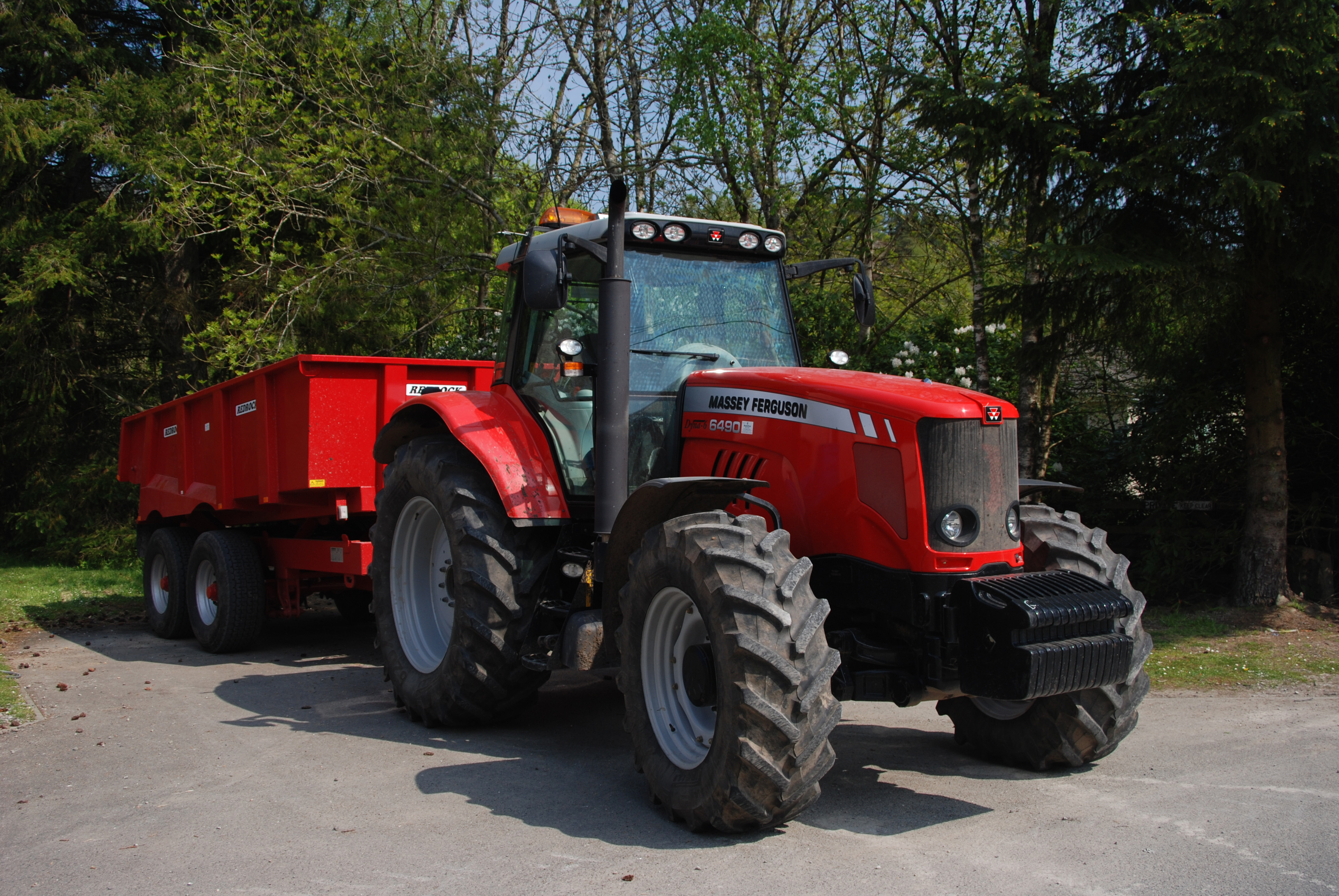
Современная модель Massey Ferguson 6490, середина 2000-х

Massey Ferguson Limited — крупный американский производитель сельскохозяйственной техники и оборудования, до недавнего времени базировавшийся в городе Брантфорде, в канадской провинции Онтарио. Massey перевёл свою штаб-квартиру в Буффало (штат Нью-Йорк) в 1997 году, прежде чем был приобретён компанией AGCO, новым владельцем бывшего конкурента Allis-Chalmers.
Нынешний бизнес был образован в 1953 году слиянием канадского производителя сельхозтехники Massey Harris и британской Ferguson Company под новым именем Massey Harris Ferguson. В 1958 году название было сокращено до Massey Ferguson.
В настоящее время Massey Ferguson — это только название бренда, используемого AGCO, но техника Massey Ferguson остаётся самой широко продаваемой во всём мире, а популяция функционирующих тракторов под этим брендом насчитывает более 5,2 млн.

## История
Massey Ferguson был основан Дэниелом Мэсси в 1847 году, в городе Ньюкасл канадской провинции Онтарио под названием Newcastle Foundry and Machine Manufactory. Компания выпускала одни из первых в мире механических молотилок, сначала путём сборки из американских деталей, но в итоге пришла к проектированию собственного оборудования и строительству сборочных линий. Харт Мэсси, старший сын Дэниела, переименовал предприятие в Massey Manufacturing и в 1879 году переместил его в Торонто, где вскоре стал одним из крупнейших городских работодателей.
Заводской комплекс площадью 4,4 гектара с головным офисом на Кинг-стрит-уэст, 915 (теперь это часть района Liberty Village), стал одним из самых известных объектов города. Мэсси постоянно расширял производство, увеличивал продажи и вышел на международный уровень. Благодаря обширной рекламной кампании он превратил предприятие в один из самых известных брендов в Канаде. Дефицит рабочих рук по всей стране также способствовал росту привлекательности механизированной техники на рынке.

### Massey-Harris Limited

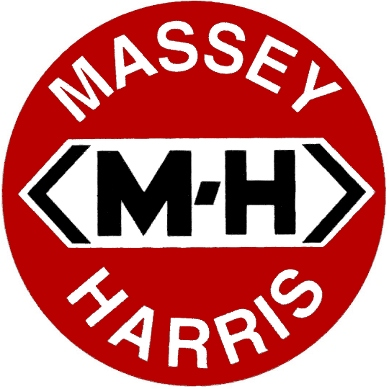
Логотип Massey-Harris Ltd 1952 года

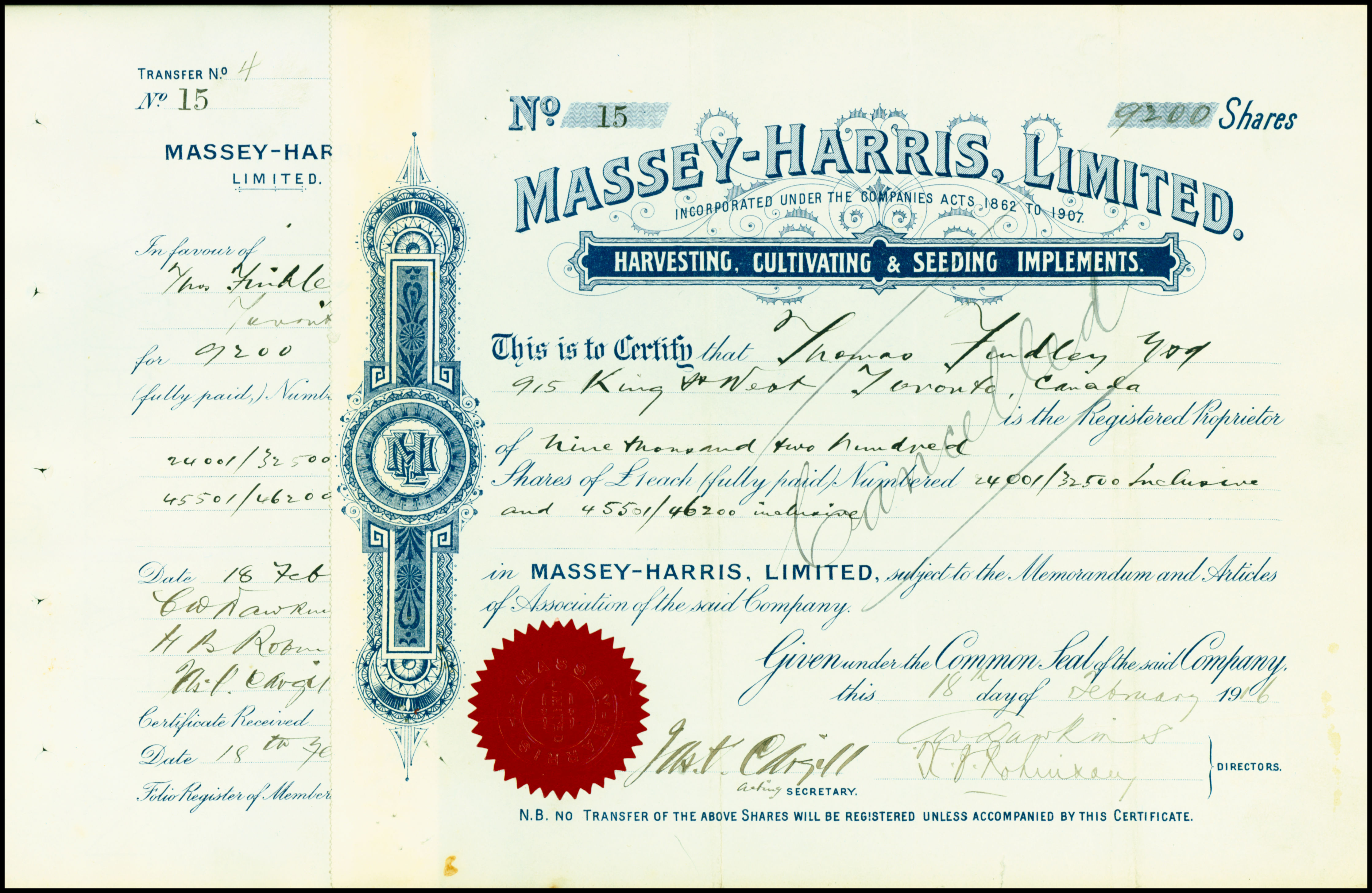
Акция Massey-Harris Ltd, выпущенная 18 февраля 1916 года

В 1891 году произошло слияние Massey Manufacturing с A. Harris, Son & Co. Ltd, в результате чего была образована компания Massey-Harris Limited, ставшая крупнейшим производителем сельхозоборудования в Британской империи. Massey-Harris изготавливала и продавала молотилки и жатки, а также «безопасные» велосипеды, модель которых была представлена в 1898 году. В 1910 году Massey-Harris выкупила компанию Johnston Harvester, расположенную в городе Батавия штата Нью-Йорк, став, таким образом, одной из первых транснациональных компаний в Канаде.
Первые модели тракторов Massey-Harris включают: Massey-Harris GP 15/22 (1930—1936, 20 лошадиных сил), Massey-Harris Pacemaker (1936—1939, 25 л. с.), Model 101 (1938—1942, 35 л. с.), Massey-Harris Pony, Model 20, Model 81 и Model 744.
Разработка Тома Кэрролла, одного из инженеров Massey, произвела революцию в уборке зерновых. Это был первый в мире самоходный комбайн (No. 20) 1938 года. Модель оказалась слишком тяжёлой и дорогой для массового производства, но послужила прототипом при создании более лёгкой и менее дорогостоящей No. 21, прошедшей испытания в 1940 году поступившей в продажу годом позже. Комбайн Massey-Harris No. 21 Combine изображён на коммеморативной марке почты Канады, выпущенной 8 июня 1996 года. Эдвард Тейлор, один из «однодолларовых консультантов» министра Кларенса Хау, вошел в Совет директоров компании в 1942 году, Эрик Филлипс присоединился к управлению в 1946 году.
Последнее поколение тракторов Massey-Harris было представлено сразу после Второй мировой войны. В него входили: серия М-Н 22 (25 лошадиных сил), серия М-Н 33 (35 л. с.), серия М-Н 44 (45 л. с.) и серия M-H 55 (55 л. с.). В 1952 году на смену М-Н 22 пришли трактора M-H 23 Mustang. В 1955 году, после слияния и образования Massey-Harris-Ferguson, был представлен 30-сильный трактор Massey-Harris 50. В основе этой модели была конструкция трактора Ferguson TO-35, для дилеров Ferguson он производился под названием F-40. Трактор MH-50 был доступен в нескольких конфигурациях: универсальной, высококлиренсной и пропашной с одинарным, трёхколёсным или широко регулируемым передним концом. В 1956 году модели М-Н 33, М-Н 44 и M-H 55 были заменены на М-Н 333, М-Н 444 и M-H 555 соответственно. Эти трактора, широко известной «тройной серии», конструктивно были похожи на своих предшественников, но отличались несколько иным дизайном капота, хромированной накладкой на решётку и капот, а также цветовой схемой. Они были также доступны с усиленным рулевым механизмом, настраиваемой коробкой отбора мощности и гидравликой. «Тройная серия» тракторов Massey Harris оставалась в производстве до 1958 года.

### Sawyer-Massey
По стечению обстоятельств, семья Мэсси обратилась к производителю паровых двигателей L.D. Sawyer & Company в Гамильтоне и запустила линию паровых тракторов. Эти машины оказались весьма востребованными, и был создан целый размерный ряд таких агрегатов. Особенной популярностью пользовалась модель в 25 лошадиных сил, расширение Канадских Прерий требовало большого количества машин. Мэсси также экспериментировал с компаунд-машинами. Выпуск машин Sawyer-Massey продолжался до 1910 года, когда фирма была свёрнута, и Месси перешёл на масляные двигатели внутреннего сгорания. Sawyer-Massey и Massey-Harris представляли собой две отдельные компании под управлением семьи Мэсси.

### Газовый трактор Wallis и расширение влияния

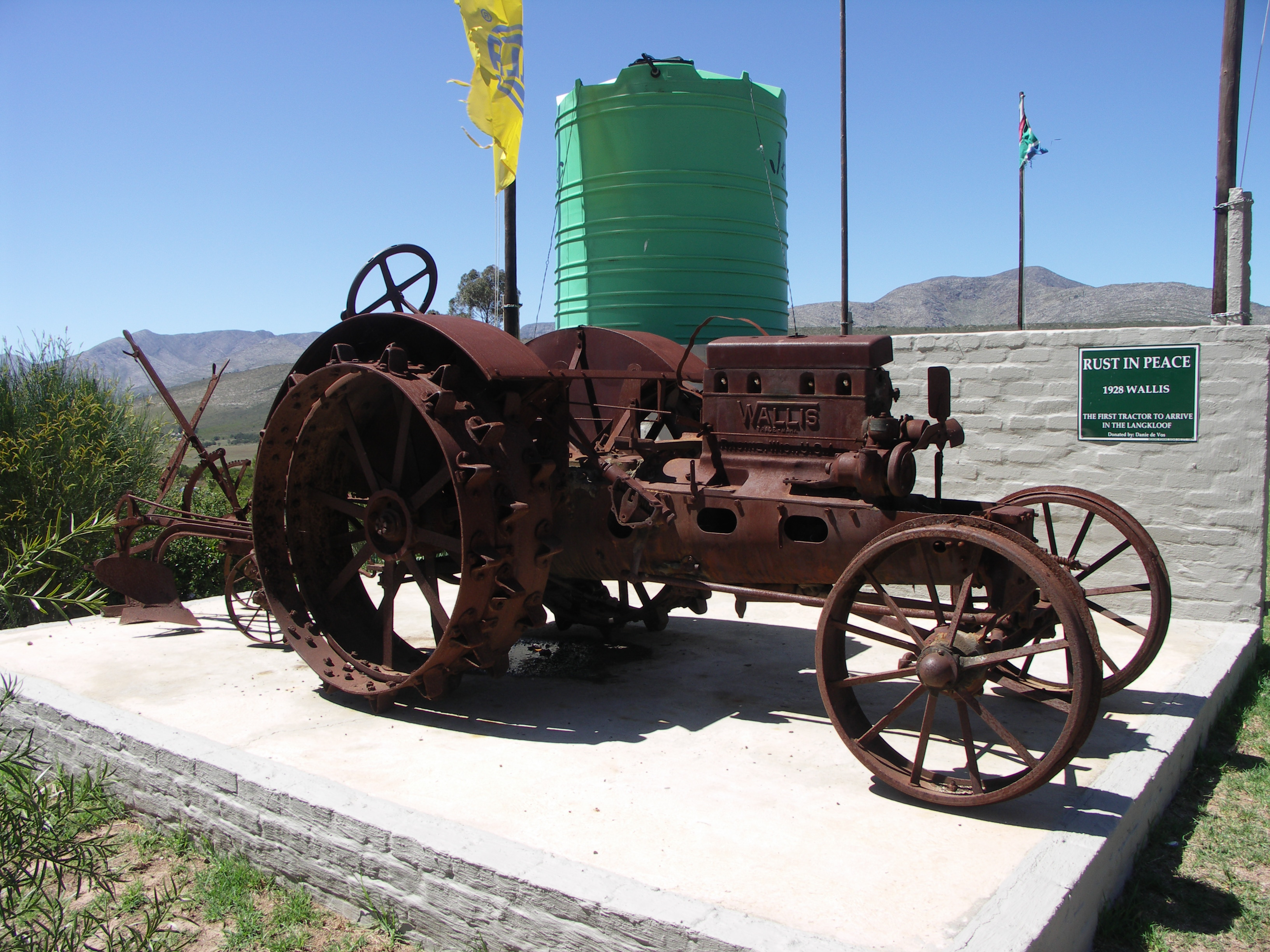
Wallis 1928 года

Massey начал экспериментировать с масляными двигателями, такими как Bulldog, около 1910 года. Однако успех пришёл позже, в 1920-х годах с линейкой тракторов Wallis.
В 1930-е годы Massey представил первый самоходный зерноуборочный комбайн. Massey-Harris также наладил производство одного из первых в мире полноприводных тягачей. Сыновья Харта Мэсси — Карл, Уолтер, Честер и Фред — стали активно участвовать в бизнесе и в итоге взяли его в свои руки. Они стали, однако, последними представителями семьи в этом бизнесе, другие члены семьи выбрали иную карьеру: Винсент Мэсси стал генерал-губернатором Канады, а Рэймонд Мэсси — известным американским киноактёром. Семья Мэсси занималась филантропической деятельностью, использовала своё состояние на благо города Торонто: многие учреждения, такие как Гуэлфский университет, Торонтский университет, Колледж Аппер Канада, Кресент-Скул, частная школа Эпплби, Мэсси-Холл и церковь Metropolitan United были частично профинансированы представителями семейства.

### Военные контракты
Во время и после Второй мировой войны Massey-Harris выполнил ряд контрактов на поставку тягачей, танков и самоходных артиллерийских установок для американской армии. Среди поставленных машин:
- М5 «Стюарт» — лёгкий танк (250 танков M5 и 3530 танков модификации M5A1)[13]
- М24 «Чаффи» — лёгкий танк
- M41 «Gorilla» — 155-мм самоходная гаубица (выпускалась на шасси М24)[14]
- M44 — самоходная артиллерийская установка (250 машин, собирались в начале 1950-х годов на шасси танка M41 «Уокер Бульдог»)
- M36 «Джексон» — самоходная артиллерийская установка
- M19 — спаренная 40-мм самоходная пушка (300 машин)
- I-162 — военный тягач, выпускались для американской армии (25 машин)
- I-244 — армейский тягач, выпускались для ВВС США, ВМС США и инженерных войск США в 1955 и 1956 годах.
- I-330 — военный тягач, выпускались для ВМС США (6 машин)

### Massey-Harris-Ferguson
В 1953 году Massey-Harris объединился с компанией Ferguson, образовав Massey-Harris-Ferguson, прежде чем, наконец, получил своё нынешнее название в 1958 году.

### Massey Ferguson
Название компании было сокращено до Massey Ferguson в 1958 году. В то же время была предпринята попытка объединения двух дилерских сетей и производственных линий. По радио и телевидению передавали оптимистичный рекламный джингл — мужской хор пел: «He’s a get-up-early, keep-'em-rollin', Massey-Ferguson kind of a man». Но у самой компании начались финансовые проблемы. Столкнувшись с растущей международной конкуренцией, в 1960-х годах Massey Ferguson вступила в борьбу.

#### Hanomag-Cura, Аргентина
В 1971 году Massey приобретает производственные мощности Rheinstahl Hanomag-Cura в Аргентине (основана в 1960 году). Производство тракторов и другого сельскохозяйственного инвентаря здесь продолжается до 1999 года. Некоторые модели, выпускаемые в Аргентине: 65Р/250/252, 165, 155, 150, 5160 S-2 / S-4, 5140 / 5140-4, 265, 255, 250, 250 S «viñatero», 8500 и 9500.

#### Sunshine, Австралия
В 1955 году Massey приобретает H.V. McKay Pty Limited, австралийского производителя комбайнов Sunshine. Хью Виктор Маккей изобрёл уборочную машину очёсывающего типа ещё в 1884 году, это была первая машина, совместившая функции жатки, молотилки и веялки и позволяющая получать зерно от стоящего колоса. Позже Маккей создал производственную базу в городе Балларат, а затем перевёл её в Брейбрук Джанкшн, пригород Мельбурна, где основал компанию Braybrook Implement, позднее ставшую Sunshine Harvester Works, по названию главного объекта производства — комбайна Sunshine. Жители Брейбрук Джанкшн впоследствии, в 1907 году, проголосовали за изменения название пригорода на Саншайн. К 1920-м годам H.V. McKay Pty Limited запустила крупнейший завод в Южном полушарии, на территории 30,4 га, обозначив своё лидерство в сельскохозяйственном машиностроении после создания в 1924 году первого в мире самоходного комбайна.
В 1930 году H.V. McKay Pty Limited получила эксклюзивное право на распространение техники Massey-Harris в Австралии. Компания была тогда переименована в H.V. McKay Massey Harris Pty Ltd. Во время Второй мировой войны она экспортировала, под брендом Sunshine, более 20 000 сеялок, дисковых борон и жаток в Англию, чтобы способствовать увеличению производства продуктов питания.
В 1955 году остатки активов H.V. McKay Pty Limited были проданы Massey Ferguson. Производство было закрыто в 1986 году, последние строения проданы или снесены в 1992. В Регистр Викторианского наследия занесены бывшие склады, заводские ворота и башня с часами, пешеходный мост, заводские сады и головной офис.

#### Landini
В 1959 году Massey выкупает 100 % компании Landini, базирующейся в Италии. После этого Landini построила много моделей для Massey, особенно виноградниковых и гусеничных тракторов. В 1989 году Massey продала 66 % ARGO SpA, и ещё часть позже Iseki, последняя доля Landini была продана ARGO в 2000 году.

#### Perkins
В 1959 был выкуплен английский производитель двигателей Perkins Engines (Питерборо), который стал для Massey Ferguson основным поставщиком дизельных двигателей на много лет. В 1990 году Massey Ferguson выкупил другого производителя, Dorman Diesels (Стаффорд) и, объединив его с Perkins, создал Perkins Engines (Stafford) Ltd. В 1980-х годах Perkins приобрёл Rolls Royce (Diesels) Ltd. и была образована Perkins Engines (Shrewsbury) Ltd. Компания Perkins была продана в 1998 году тогдашним владельцем LucasVarity корпорации Caterpillar, главному заказчику небольших и средних двигателей; Caterpillar была одним из крупнейших производителей больших дизельных двигателей для стационарной и передвижной техники.

#### Ebro в Испании
В 1966 году Massey приобрёл 32 % испанского производителя тракторов и специализированной техники компании Ebro, или Motor Iberica. Ebro ранее строила трактора Ford по лицензии, но теперь начала собирать модели для Massey, а также модели Massey по лицензии. Massey продала свою долю компании Nissan в 1980-х годах.
В начале 1960-х годов Massey Ferguson перенесли свою штаб-квартиру из 915 King Street в Sun Life Tower на 200 University Avenue в центре Торонто.
В 1969 году Massey Ferguson начала выпускать линейку снегоходов под маркой Ski Whiz. Их выпуск был прекращён в 1977 году из-за падения продаж.

#### Деятельность в Германии
В 1973 году Massey купила немецкий Eicher tractor, и на его мощностях было построено много моделей, лицензионных Massey. Позднее Massey продала свою долю, и теперь Dromson владеет Eicher, который теперь строит трактора для виноградников и тому подобную технику.
Затем Massey приобрела контроль над Hanomag, в 1974 году. После убытка в размере 250 миллионов долларов в течение следующих пяти лет Hanomag был продан.

#### Конрад Блэк
16 августа 1978 года медиамагнат Конрад Блэк захватил контроль над корпорацией Argus, инвестором Massey Ferguson. Он стал активно вмешиваться в управление Massey. Годом ранее председатель совета директоров Massey Альберт Торнбро получил зарплату в размере 471 000 долларов США, самую высокую в Канаде в то время. В течение 50 лет, между 1929 и 1979 годами, рост фирмы составил более 4 % только пять раз. Под руководством Блэка, Massey Ferguson ввела программы значительного сокращения расходов, которые вернули её к прибыльности. В конце 1970-х годов, производство было перенесено на новый большой объект в Брантфорде, в Онтарио. В 1978 году Massey Ferguson первой ввела электронную систему управления трёхточечной регулируемой навеской. Однако мировой спад на рынке сельскохозяйственного оборудования в сочетании с высокой инфляцией, высокими внутренними процентными ставками и общей рецессией привёл Massey Ferguson к очередному снижению.
31 октября 1979 года поступило неформальное предложение от концерна Volkswagen на 51 % компании, которое было отвергнуто Блэком. 23 мая 1980 года Блэк покинул пост председателя совета директоров. В последовавшей серии подробных и длинных писем к Хербу Грею, впоследствии министру промышленности при правительстве Пьера Эллиота Трюдо, он отметил трудности, с которыми столкнулась компания, и предложил своё решение на рассмотрение властей Канады и Онтарио, включая отказ корпорации Argus от убыточной компании. Блэку не удалось заручиться поддержкой, и он принял решение минимизировать свои потери.

#### Переименование в Varity
В октябре 1980 года, Argus пожертвовал своей долей в Massey Ferguson в пользу пенсионного фонда, что привело к тому, что правительство Канады и провинция Онтарио выделили 250 миллионов долларов для свёртывания бизнеса, который впоследствии переименовал себя в Varity Corporation. В середине 1980-х годов Varity выделила несколько убыточных подразделений в корпорацию под названием Massey Combines. Эта компания располагалась в Брантфорде (Онтарио) и была признана банкротом 4 марта 1988 года, а её активы были повторно выкуплены Massey Ferguson.

#### Продажа Fermec
В 1992 году после выкупа руководством Massey Ferguson Industrial была создана компания Fermec, которая в итоге прекратила свою деятельность в 2001 году, будучи захваченной Terex Corporation (в прошлом Terex — подразделение General Motors). Это относилось и ко всему строительному оборудованию от Massey. Затем компания была приобретена Case Corporation, в 1997 году.
Varity покинула Торонто и переехала в свой главный офис, в Дом Уильямса-Батлера на 672 Delaware Avenue в районе Миллионер-Роу в Буффало.
Несмотря на все трудности, в настоящее время Massey Ferguson продает на 25 % больше тракторов, чем ближайшие конкуренты. В 1995 году мировые холдинги Massey Ferguson были приобретены американской корпорацией AGCO. В августе 1996 года Varity объединилась с Lucas Automotive, чтобы стать LucasVarity.
После серии слияний и поглощений остатки LucasVarity были переданы американской TRW. В настоящее время тракторов Massey Ferguson в мире больше, чем любых других.

### Модели

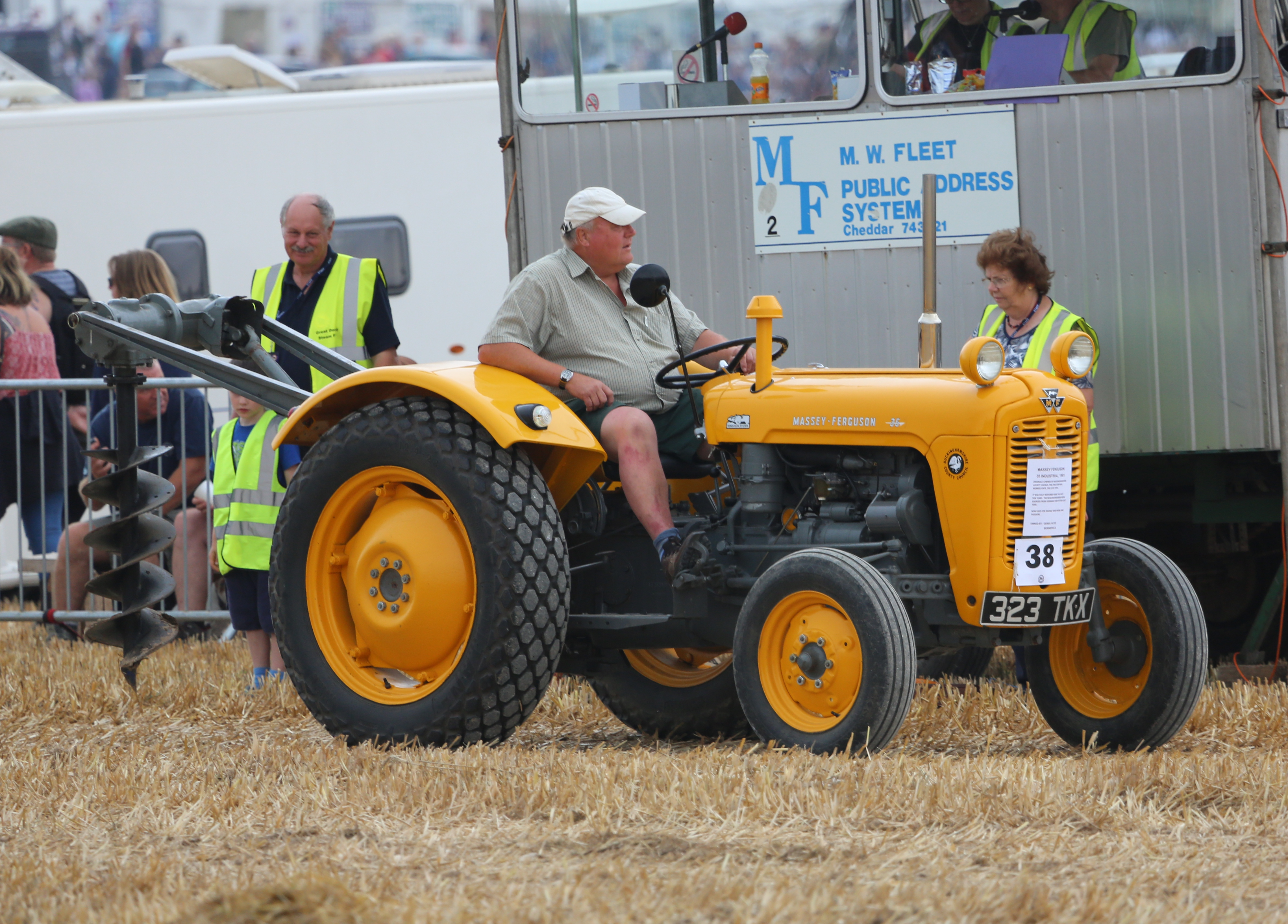
Трактор Massey Ferguson 35 industrial 1961 года

Massey Ferguson разработала широкий спектр сельскохозяйственной техники и имеет большую долю на рынке по всему миру, особенно в Европе. В декабре 1957 года с конвейера сошёл Massey Ferguson 35, первый трактор под брендом Massey Ferguson. Это была разработка Ferguson, впервые выпущенная в 1955 году как Ferguson 35, и получившая прозвище «Gold Belly» из-за золотого цвета двигателя и коробки передач. 35-я модель была получила массовую популярность и продавалась по всей Великобритании, в Австралии, Ирландии и Соединенных Штатах. За ней последовали другие ранние модели, такие как Massey Ferguson 65 (MK1 с непрямым и MK2 с прямым впрыском топлива).
Следующим флагманом стал трактор Massey Ferguson 135, получивший широкую популярность благодаря своей надёжности и мощности. Это была первая модель серии MF 100, куда также относятся MF 145, 148, 150, 165, 168, 175, 178, 180, 185 и 188. Одновременно с «сотой» серией выпускалась серия MF 1000. В неё входят MF 1080, 1100, 1130 и 1150. Позже появились MF 550, 560, 565, 575, 590, 595 (серия 500). С середины 1970-х и до начала 1980-х годов на рынке присутствовали трактора серии 200, включавшей в себя MF 230, 235, 240, 245, 250, 255, 260, 265, 270, 275, 278, 280, 285, 290, 298, 299.

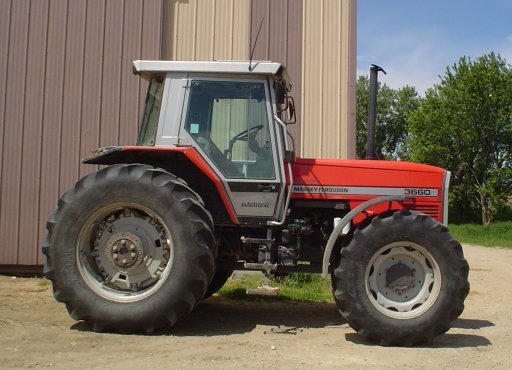
Трактор Massey Ferguson MF 3660, начало 1990-х

Непродолжительное время в середине 1980-х годов выпускалась серия 600. Она включала в себя 675, 690, 690T, 695, 698 и 699. Низкие продажи машин этой серии объяснялись непривлекательным дизайном и плохой эргономикой, хотя кабина находилась намного выше, чем у предшественников, что обеспечивало выравненность пола и хороший обзор, удобный для полевых работ. Трактора серии 600 были одними из первых машин с возможностью контроля и перекачки гидравлической жидкости. Путем перемещения переключателя, расположенного возле пола кабины, пользователь мог заблокировать поток к задней гидравлике и рычагам, сконцентрировав всю силу насоса на переднем погрузчике.
В конце 1980-х годов на рынке появились одни из самых продаваемых тракторов всех времён — серия 300 Massey Ferguson. Высокая мощность, простота кабины, широкий выбор механизмов и компонентов сделали серию MF 300 успешной, особенно в Европе. Модельный ряд включал MF 350, 362, 375, 383, 390, 390T, 393, 394, 395, 398 и самый мощный и популярный Massey Ferguson 399 (от 52 до 104 л. с.). Серия 300 предлагалась с выбором кабины, Hi-Line или Lo-Line. Кабина Hi-Line имела выровненный пол, в то время как в кабине Lo-Line был горб посередине туннеля трансмиссии. В настоящее время стоимость некоторых «оригинальных» экземпляров 300-й серии более низкой мощности превышает 20 000 фунтов стерлингов из-за их редкости.
В середине 1990-х годов выпускались серии 6100 и 8100, в том числе модели 6150, 6180 и 8130.
Тракторы, которые появились после серии 300, включали в себя «линейки» 4200, 4300, 3600 (начало 1990-х годов), 3000/3100 (начало-середина 1990-х), 3005/3105 (середина 1990-х), 6100 (конец 1990-х), 6200 (конец 1990-х-начало 2000-х), 8200 (1990-х-начало 2000-х), 5400, 6400, 7400, 8400, 7600, (2012—2014 годы) и 8600 (с 2009 года по настоящее время).

### Современность

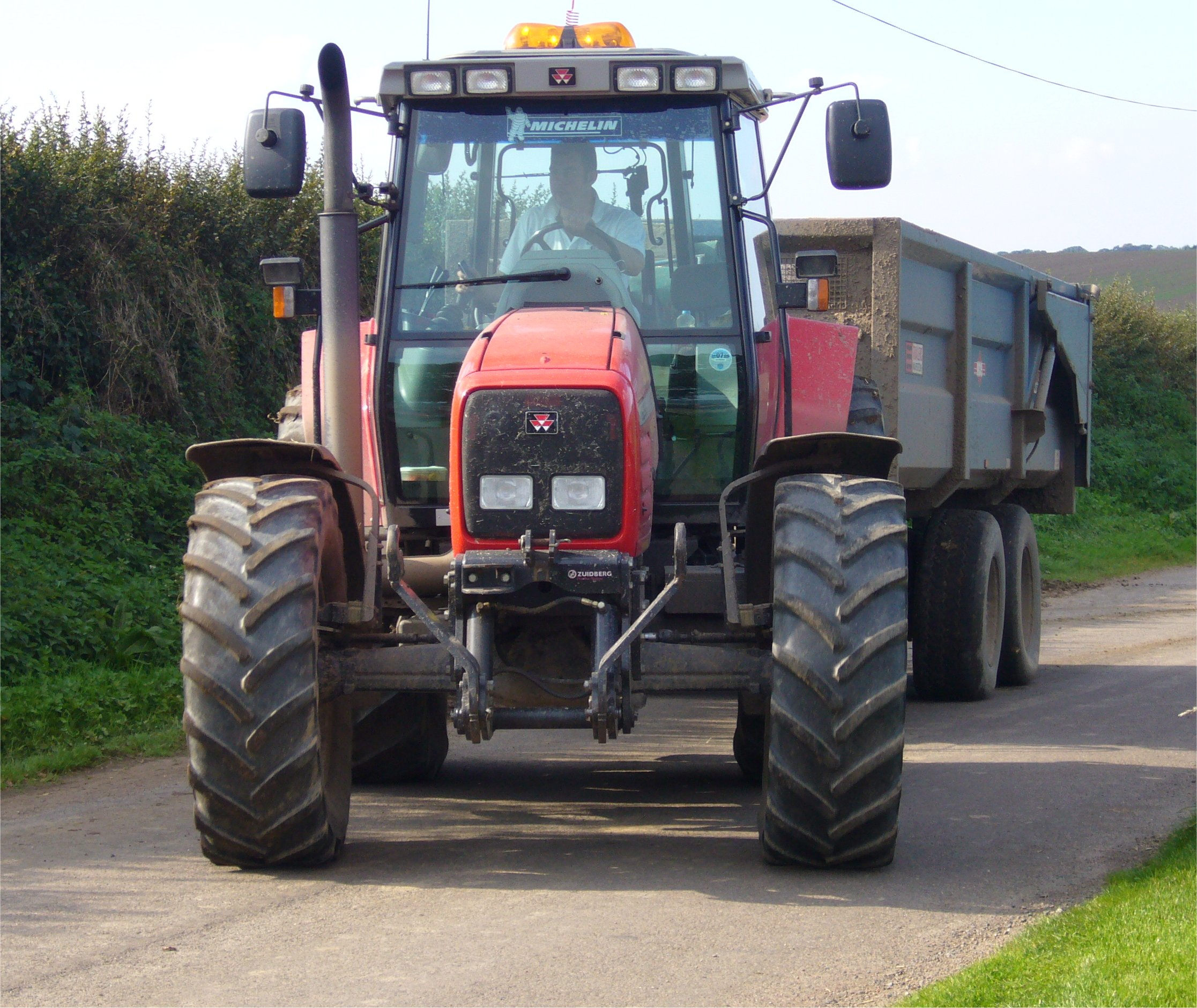
Трактор Massey Ferguson 8290, буксирующий зерноприцеп

В настоящее время Massey Ferguson выпускает серии 8600 (ограниченный рынок), 5400 (ограниченный рынок), трактора 5600, 6600, 7700, 8700. Кроме того, заводы по производству тракторов Massey Ferguson также строят машины, продаваемые AGCO под брендом Challenger, а также отдельные модели для Iseki.
В июне 2012 года объект AGRO в Джэксоне (штат Миннесота), был расширен, чтобы начать сборку Massey Ferguson и сопоставимых моделей AGCO «Challenger» для североамериканского рынка.
С момента начала производства в AGCO Jackson предприятие произвело серии 7600 и 8600 тракторов Massey Ferguson для североамериканского рынка. В настоящее время в производстве на объекте Jackson находятся недавно выпущенные тракторы Massey Ferguson серий 7700 и 8700.
На рубеже 2010-х годов начались работы над проектом Global Series, которые продолжались более шести лет. Над проектом работала специальная группа в международном инженерном центре Massey Ferguson в Бове (Франция). Проект Global Series стал самым масштабным в области производства и разработки новых продуктов в истории AGCO и Massey Ferguson, расширение «линейки» моделей тракторов также стало крупнейшим за много лет. Специалистами компании был обобщён весь накопленный опыт тракторостроения. Все модели разрабатывались «с чистого листа», более 90 % использованных в них компонентов также были сконструированы заново. Результатом стало появление в 2016—2017 годах нескольких «линеек» тракторов диапазоном мощности от 60 до 200 л. с.: MF2700, MF4700, MF5700, MF6700 и т. д..

### Модели, присутствующие на рынке

#### Трактора

##### Соединенные Штаты
- Серия MF GC1700 — суб-компактные
- Серия MF 1500 — компактные (снята с производства, заменена на серию GC1700)
- Серия MF 1600 — компактные (снята с производства, заменена на серию 1700)
- Серия MF 1700 — компактные
- Серия MF 2600 — универсальные
- Серия MF 2700 — универсальные
- Серия MF 4600 — универсальные
- Серия MF 5400
- Серия MF 5600
- Серия MF 6600
- Серия MF 7600 — пропашные
- Серия MF 8600 — пропашные
- Серия MF 7700 — пропашные
- Серия MF 8700 — пропашные

##### Европа
- Серия MF 1500 — компактная
- Серия MF 3400C
- Серия MF 3600VSF
- Серия MF 3600
- Серия MF 5400
- Серия MF 5600
- Серия MF 6100
- Серия MF 265
- Серия MF 6400
- Серия MF 6600
- Серия MF 7400 Panoramic
- Серия MF 7600
- Серия MF 8600
- Серия MF 8700

##### Россия
- MF 6713

#### Зерноуборочные комбайны

##### Американские комбайны
- Серия MF 9500 (осевая ротация)
- MF 9250 DynaFlex Draper Headers
- Серия MF 9005 (осевая ротация)

##### Европейские комбайны
- Серия ACTIVA
- Серия BETA
- Серия CENTORA (бывшая CEREA)
- DELTA (гибридный)

##### Жатки комбайнов
- MF 1000 — серия MF 1200

### Лицензиаты

Трактор Massey Ferguson 6713, выпускаемый в России

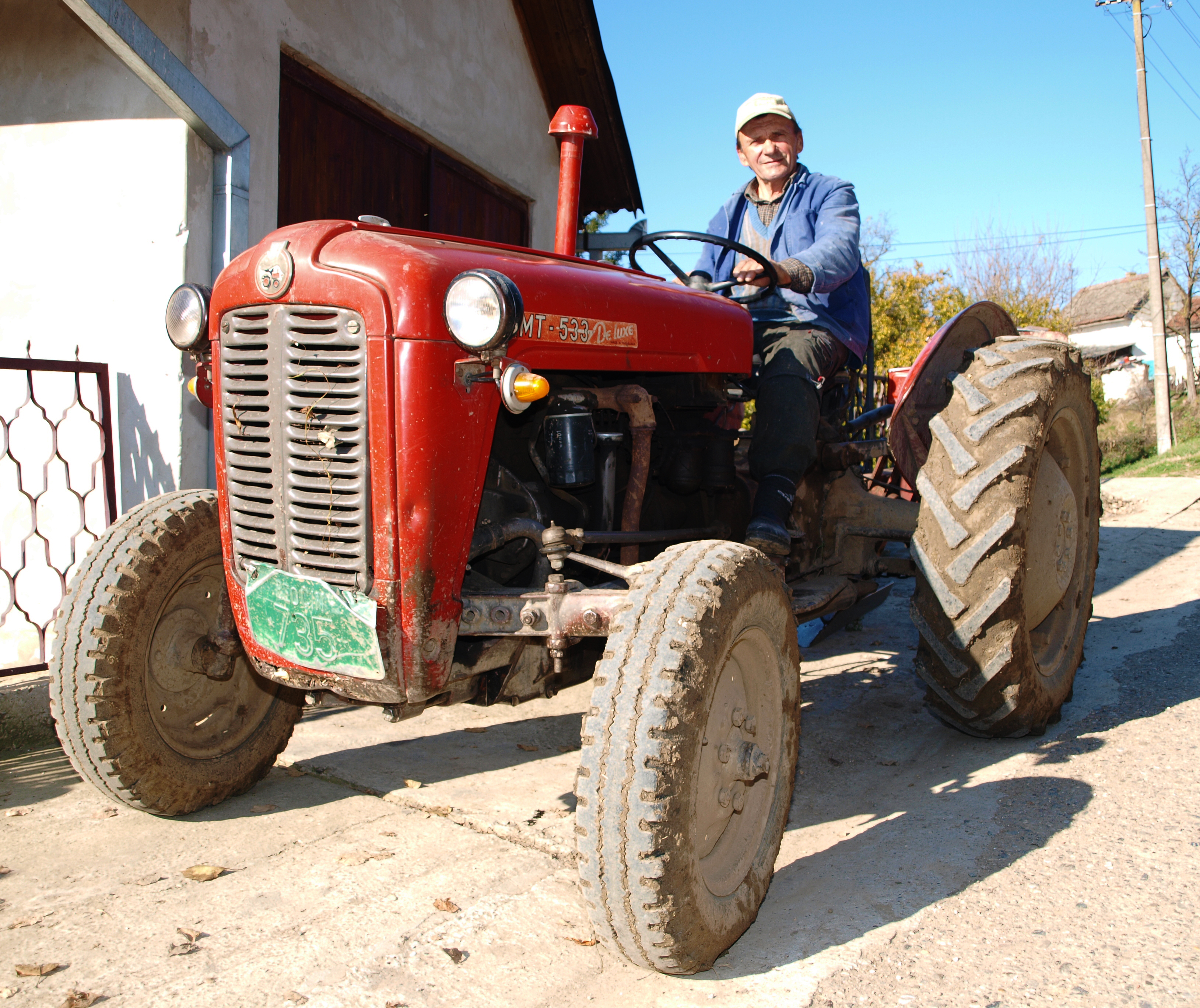
Трактор IMT 533 de luxe, выпускавшийся в Югославии

Massey Ferguson — самый широко продаваемый бренд сельскохозяйственной техники в мире. Бренд и дизайн были лицензированы для различных компаний по всему миру, включая:
- AEIG — Aftab Ekbatan Industrial Group, нынешний эксклюзивный лицензиат тракторов Massey Ferguson в Иране
- AGCO-RM — совместное предприятие AGCO и российской корпорации «Русские машины». С 2016 года собирает на заводе в России и продаёт на российском рынке модель Massey Ferguson 6713[34].
- Algerian Tractors[англ.] — компания, основанная в 2012 году в партнерстве между ETRAG[англ.], алжирской компанией по распространению сельскохозяйственной техники (PMAT) и US AGCO Massey Ferguson. На заводе выпускаются несколько моделей тракторов Massey Ferguson и одна модель ETRAG[35].
- Ebro[англ.] — испанская компания, приобретённая, а затем проданная MF.
- Eicher[англ.] — немецкая компания, купленная, а затем проданная MF.
- Farmwell — собиравшиеся компанией Samarakoon Tractor Industries Private Limited на Шри-Ланке.
- GIAD — собиравшиеся компанией Giad Automotive Industry Co[англ.] в Судане.
- IMT[англ.] — «Индустрија машина и трактора а. д.» в Югославии.
- ITMCo[англ.] — Iran Tractor Mfg Co в Иране. Собственные/продаваемые под марками VenIran, TajIran, MFT и Eder Derdison.
- Landini[англ.] — итальянская компания, купленная, а затем проданная MF.
- Millat — Millat Tractors[англ.] в Пакистане
- TAFE[англ.] — сборка и лицензированный дизайн в Индии.
- TajIran — совместное предприятие Iran Tractor и Homa Company в Таджикистане, основанное в 2006 году. Сборка тракторов.
- Ursus[пол.] — бывший лицензиат в Польше.
- Uzel[англ.] — тракторный завод в Турции.
- VenIran — совместное предприятие Iran Tractor и Corporation Venezuela de Guayana в Венесуэле. Сборка тракторов.
- Zadrugar — Югославия. Лицензированная модель MF35.